# Cartilla de racionamiento

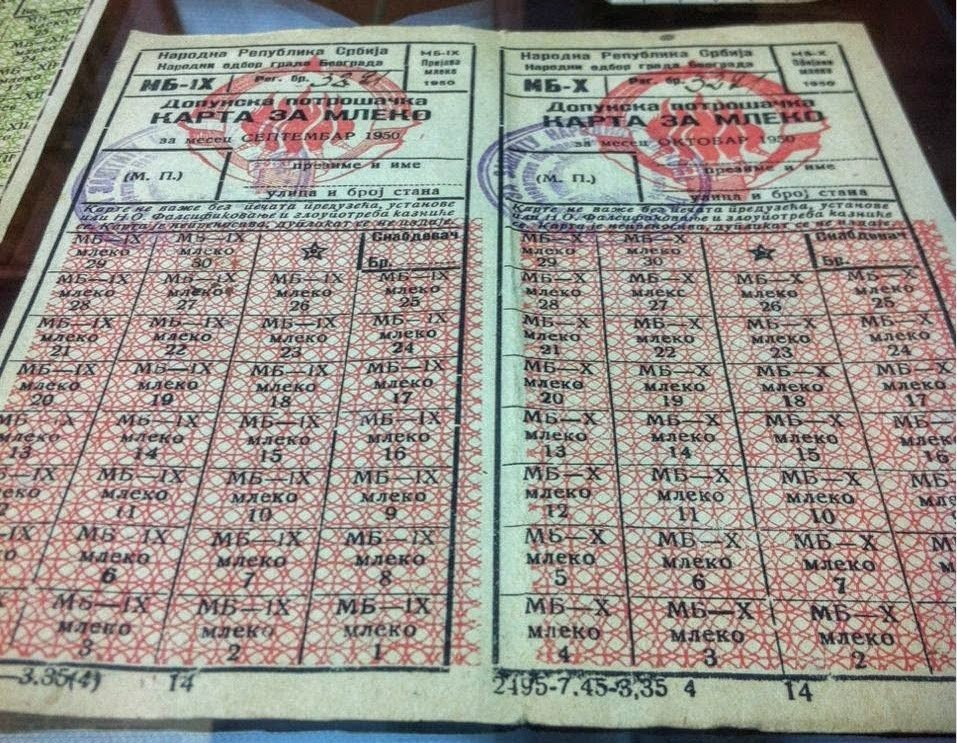
Cartillas de racionamiento yugoslavos para la leche, 1950.

Una cartilla de racionamiento, cupón o libreta de abastecimiento es un vale emitido por un gobierno para que el titular pueda obtener alimentos u otros productos escasos en tiempos de guerra o en otras situaciones de emergencia en las que esté en vigor el racionamiento.
Este documento permite acceder a productos de primera necesidad como pan, leche, carne o patatas, y permite registrar que los integrantes de las unidades familiares tienen acceso a estos alimentos, repartiéndolos de forma equitativa entre la población. Los cupones de racionamiento fueron habituales en gran parte de Europa durante la Primera y la Segunda Guerra Mundial, así como en la Guerra civil española.y durante la autarquía de la dictadura de Franco (1939-1952). También se empleaban tras los conflictos bélicos, en un esfuerzo de los países afectados por retomar la producción y la distribución, como sucedió en los primeros años de la posguerra española.
En países con una economía deficiente o un estado de emergencia producido por un desastre natural, se aplican las cartillas de racionamiento como una medida excepcional. Este es el caso de varias naciones comunistas como la República Popular de Polonia, quienes distribuyeron vales de racionamiento en dos ocasiones, entre abril de 1952 y enero de 1953, y nuevamente de agosto de 1976 a 1989, o en Cuba (Véase Racionamiento en Cuba). En países como India, actualmente existen cartillas de racionamiento que permiten a los hogares comprar cereales, azúcar y queroseno altamente subvencionados en las tiendas del sistema público de distribución local (Public Distribution System, PDS).